# Estádio Presbítero Bartolomé Grella
O Estádio Presbítero Bartolomé Grella é um estádio multiúso da cidade de Paraná, capital da província de Entre Ríos, na Argentina. Está localizado entre as ruas Presbítero Grella, San Nicolás, Ayacucho (que dão nomes as tribunas populares) e a avenida Churruarín. Foi inaugurado em 1956 e atualmente é usado principalmente para jogos de futebol. É a casa do Patronato de Paraná e tem capacidade para 22.000 espectadores. O campo segue as medidas mínimas permitidas pela FIFA (105m x 68m). O nome oficial homenageia o fundador do clube, o Presbítero Bartolomé Grella.